# Poppy Hills Golf Course
De Poppy Hills Golf Course is een golfbaan in de Verenigde Staten. De golfbaan werd opgericht in 1986 en bevindt zich in Pebble Beach, Californië. Het is een 18 holesbaan met een par van 72 en werd ontworpen door de golfbaanarchitect Robert Trent Jones Jr.

## Golftoernooien
Voor het golftoernooi bij de heren is de lengte van de golfbaan 5999 m met een par van 72. De course rating is 73,0 en de slope rating is 144.
- Bing Crosby/AT&T Pebble Beach National Pro-Am: 1999-2009